# Gustav Siewerth
Gustav Siewerth (1903-1963) est un philosophe allemand important, inspiré par le jésuite belge Joseph Maréchal, et qui a eu une grande influence sur la pensée du théologien Hans Urs von Balthasar. 
Ce penseur d'envergure s'est fait connaître dès les années 1930 par un livre novateur sur Le Thomisme comme système d'identité (Der Thomismus als Identitätssystem) puis, en 1959, par un ouvrage d'envergure sur Le destin de la métaphysique de Thomas à Heidegger (Das Schicksal der Metaphysik von Thomas zu Heidegger). Ce philosophe a également réfléchi au problème d'une Métaphysique de l'enfance sur base des travaux de la pédagogue Maria Montessori, qui représente l'une des seules contributions existantes sur ce sujet. 
Il est à l'origine d'une école de thomisme qui cherche à situer la métaphysique de saint Thomas en dialogue avec Eckhart, Hegel et Heidegger, et qui comprend des noms comme ceux de Karl Rahner, Ferdinand Ulrich et Heinrich Beck.